# Neumann Henrik
Neumann Henrik (Miskolc, 1873. június 10. – New York, 1939. november 6.) orvos, Neumann Adolf bankár öccse.

## Élete
Apja Neumann Herman nagykereskedő volt, akinek öt gyermeke közül négy, köztük Henrik is, Miskolcon született. Iskolai tanulmányait Miskolcon végezte, majd a Bécsi Egyetemen szerzett orvosi diplomát. Ezután a szintén magyar származású Politzer Ádám magánklinikáján dolgozott, majd 1900-ban az egyetem fül-, orr- és gégeklinikáján lett asszisztens. Az évek során szakterülete elismert tekintélyévé vált, és 1907-ben egyetemi magántanári címet kapott. 1919-ben a klinika igazgatója lett. 1909 után nem járt Magyarországon, de a miskolci sajtóban folyamatosan figyelemmel kísérték tevékenységét.
Gyógyította Ferenc Józsefet is, akitől – a legenda szerint – nem akart elismerést elfogadni. 1918-ban azonban – az uralkodó környezetének javaslatára – az apjának adtak nemességet héthársi előnévvel. Ő maga a nemesi előnevet soha nem használta, bátyja, Neumann Adolf miskolci bankár viszont igen. Állítólag megtagadta Hitler kezelését.
1938-ban a Gestapo letartóztatta, de brit közbenjárásra szabadon engedték. Ezután a németek megbízásából az Egyesült Államokba utazott, hogy elősegítse az osztrák és német zsidók amerikai beutazásának engedélyezését (a németek személyenként 250 dollárt kértek volna a befogadó államtól). Az egyébként sikertelen tárgyalások közben New Yorkban agyvérzést kapott, és elhunyt. Haláláról a miskolci sajtó is nekrológban emlékezett meg.
Nemzetközi hírnevét elsősorban eredeti műtéteinek köszönheti. Az 1909. évi budapesti orvoskongresszuson Koponyalékelés narkózis nélkül című tanulmányáért megkapta a Lenval anatómiai, fiziológiai és patológiai díjat. Elsőként operált helyi érzéstelenítéssel középfülgyulladást és hajtott végre koponyaműtétet. A helyi érzéstelenítéshez kokain és epinefrin keverékét használta. Sebészeti eljárást is neveztek el róla.

## Főbb munkái
- Der otitische Kleinhirnabszers… Bécs, 1906
- Geschichte der Ohrenheilkunde (két fejezetben). Bécs, 1912
- Handbuch der Hals-, Nasen- und Ohrenheilkunde. Bécs, 1926
- Lehrbuch der Chirurgie. Bécs, 1930
- Die Haut- und Geschlechtskrankheiten. Bécs, 1935